# Damascenerrozen

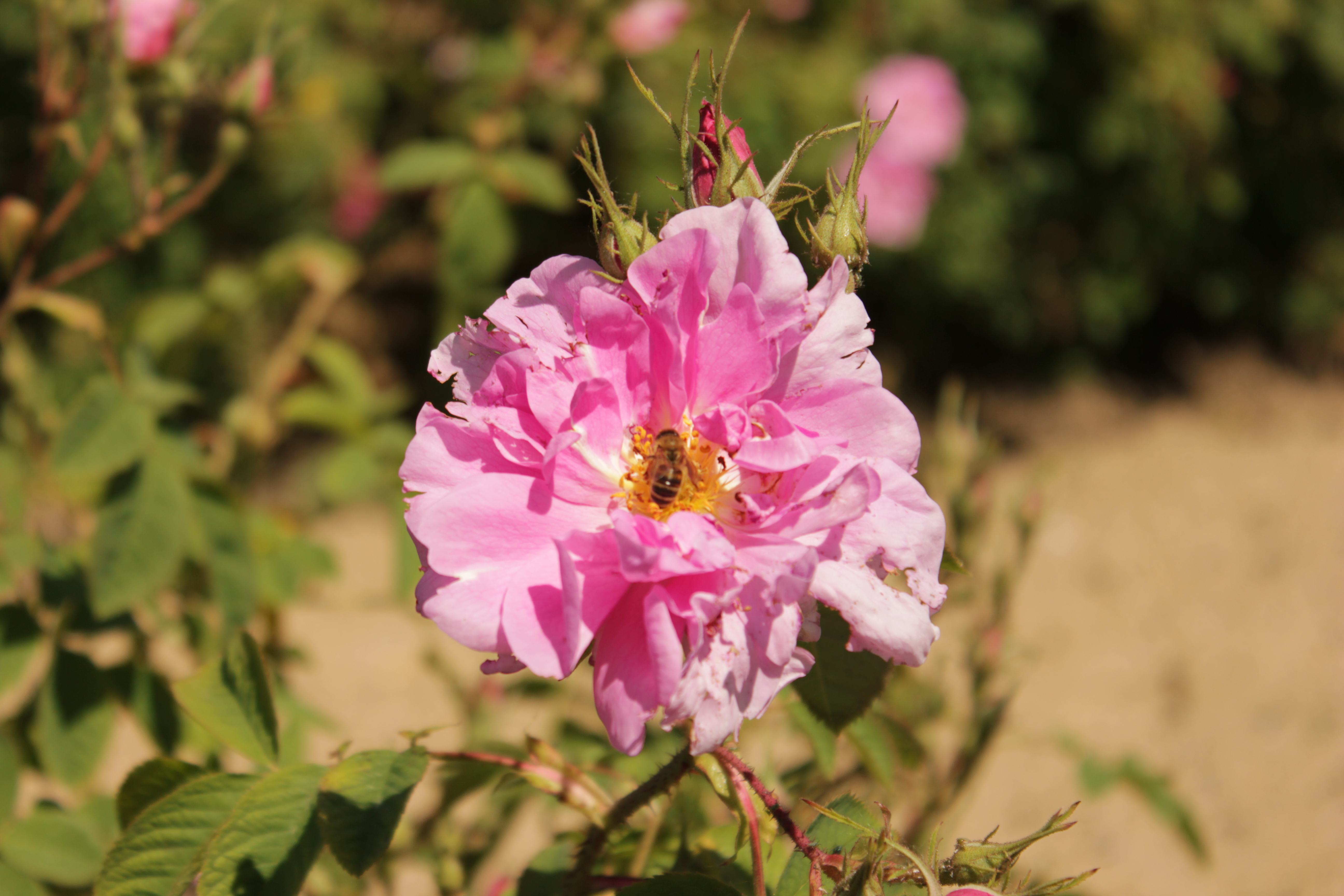
Rosa × damascena

Damascenerrozen of damastrozen (Rosa × damascena) zijn een groep van rozen
die tot de oudste gecultiveerde rozensoorten behoren en een belangrijke rol spelen in de productie van rozenolie. De geur van damascenerrozen is heel intens en wordt beschouwd als de klassieke rozengeur. De kleur van de bloemen varieert in tinten tussen roze en wit. De bloemen van oudere cultivars zijn warrig van vorm en halfgevuld. De naam van de rozen verwijst naar de stad Damascus in Syrië die ook bekend staat om damaststaal en damaststoffen.
Er wordt onderscheid gemaakt tussen damascenerrozen die slechts één keer per jaar bloeien (zomer-damascenerrozen) en damascenerrozen die een nabloei vertonen in de herfst (herfst-damascenerrozen). Beide verschijningsvormen hebben dezelfde afstamming. Uit DNA-onderzoek in Japan is gebleken dat de vroege damascenerrozen (zoals 'Trigintipetala' en 'York and Lancaster') zijn ontstaan uit een kruising tussen Rosa gallica en Rosa moschata met stuifmeel van de Centraal-Aziatische wilde roos Rosa fedtschenkoana. Damascenerrozen komen niet in het wild voor.

## Beschrijving
Damascenerrozen zijn vrij grote, ruige struiken met een open, ietwat slappe groeiwijze. Ze worden 1,5 tot 3 meter hoog. De takken en twijgen zijn dicht bezet met ongelijk grote, haak- tot sikkelvormige stekels. Het geveerde blad is eerst lichtgroen en verkleurt later naar groen. De 5-7 blaadjes zijn langwerpig tot eirond. Het steunblad heeft vaak maar 3 blaadjes. De bovenkant van het blad is meestal licht gebobbeld. De onderkant is grijsgroen en donzig behaard. De middennerf is vaak bedekt met kliertjes.
De bloemen staan altijd in bundels bij elkaar (cymeuse bloeiwijze). De eerste knop die tot bloei komt is de middelste knop. Deze staat lager dan de andere knoppen, die iets later tot bloei komen. De jongere bloemen staan dan boven de verwelkende eerste bloem. De herfst-damascenerrozen groeien compacter en de bloembundels zijn ook compacter door de aanzienlijk kortere bloemscheuten.
De bloemstengels zijn lang en dun, waardoor de bloemen licht naar beneden buigen. De bloemstengels, het vruchtbeginsel en de kelkblaadjes zijn vaak beklierd. De kelk is urnvormig. Opvallend zijn de lange, geveerde kelkblaadjes die gedurende de bloei teruggeslagen zijn en vroeg afvallen.
De bloemen zijn halfdubbel tot dubbel en meestal plat, omdat de binnenste bloemblaadjes kleiner zijn naar het midden toe en vaak een rozet vormen. Ze verspreiden allemaal een sterke, welriekende geur. De bloemkleur is roze tot wit. Damascenerrozen met paarse tot violette kleuren komen niet voor, op enkele uitzonderingen na. De lange, flesvormige rozenbottels zijn vaak beklierd en soms licht gekromd.

## Geschiedenis
Over het algemeen wordt aangenomen dat damascenerrozen al in de oudheid bekend waren en gecultiveerd werden door de Meden en Perzen. Ze zouden met de kruistochten in de 12e of 13e eeuw vanuit Syrië via Frankrijk in Europese tuinen terecht zijn gekomen. Vaak wordt beweerd dat de Franse kruisvaarder Robert I van Dreux de roos meebracht bij zijn terugkeer van het Beleg van Damascus in 1147. In Europa begon men in de 19e eeuw damascenerrozen selectief te kweken, vooral in Frankrijk en Engeland.
Over de naam Rosa damascena bestaat in de vroege vakliteratuur enige verwarring. De Spaanse arts Nicolás Monardes noemde ze in zijn werk De Rosa et partibus eius uit 1540 Rosa persica of Rosa alexandrina vanwege hun oorsprong in Perzië en omdat ze via Alexandrië naar Spanje zouden zijn gekomen. Volgens Monardes stonden de rozen in Duitsland, Italië en Frankrijk bekend als Rosa damascena, omdat men hier van mening was dat ze uit Damascus kwamen.
Volgens de International Dendrology Society werd de naam Rosa damascena in de 16e eeuw echter alleen in Engeland gebruikt. Bijvoorbeeld in alle uitgaven van The Gardeners Dictionary van Philip Miller. In andere landen was Rosa damascena de naam van de tegenwoordige Rosa moschata (de muskusroos). De tegenwoordige Rosa damascena werd in de 16e eeuw buiten Engeland Rosa incarnata (vleeskleurige roos) en in de Nederlanden en in het Rijnland Rosa provincialis of Rosa pallida (bleke roos) genoemd.

## Teelt

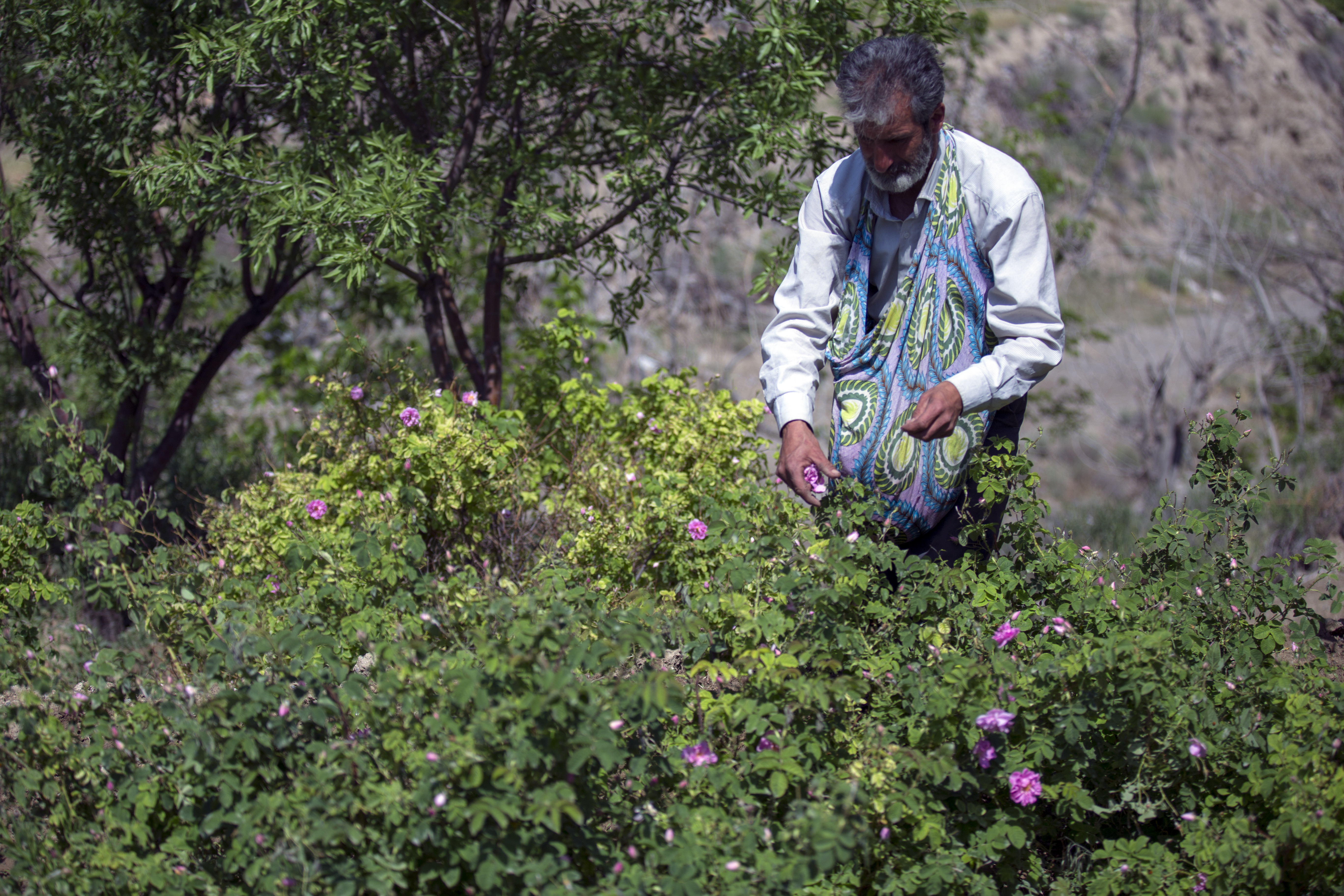
Rozenplukker in Iran

Belangrijke aanbouwgebieden voor damascenerrozen liggen in Bulgarije, Turkije, Syrië, Iran en Marokko. In de Bulgaarse 'Rozenvallei' (Bulgaars: Розова долина) worden al eeuwenlang damascenerrozen geteeld, voornamelijk 'Trigintipetala' (synoniem 'Kazanlik', genoemd naar de Bulgaarse stad Kazanlak). Ze worden gebruikt   voor het destilleren van rozenolie en rozenwater voor de parfumindustrie. Aan het eind van de 19e eeuw vestigden Bulgaarse moslimvluchtelingen zich in de buurt van Isparta in Turkije en begonnen ook daar damascenerrozen te telen. De praktijken en het vakmanschap rond de damascenerroos in Al-Mrah in Syrië werden in 2019 opgenomen in de Representatieve lijst van het immaterieel cultureel erfgoed van de mensheid. 
Het grootste centrum voor de productie van rozenolie en rozenwater in het Midden-Oosten ligt in Ghamsar in de provincie Isfahan in Iran. In Marokko ligt een belangrijk aaubouwgebied bij El-Kelaa M'Gouna in het Dadès-dal.

## Fotogalerij

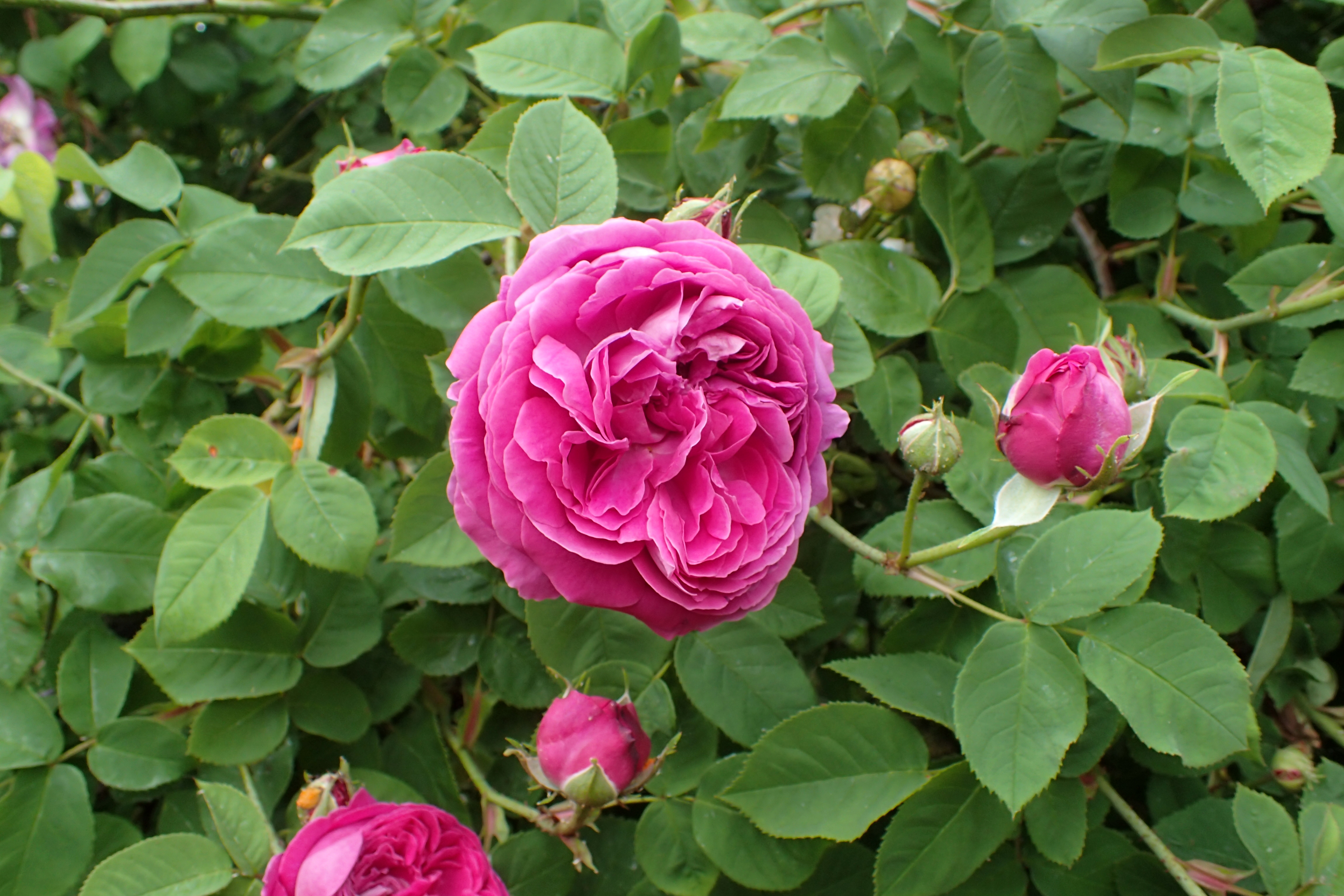
'Blush Damask' (onbekend, voor 1806)
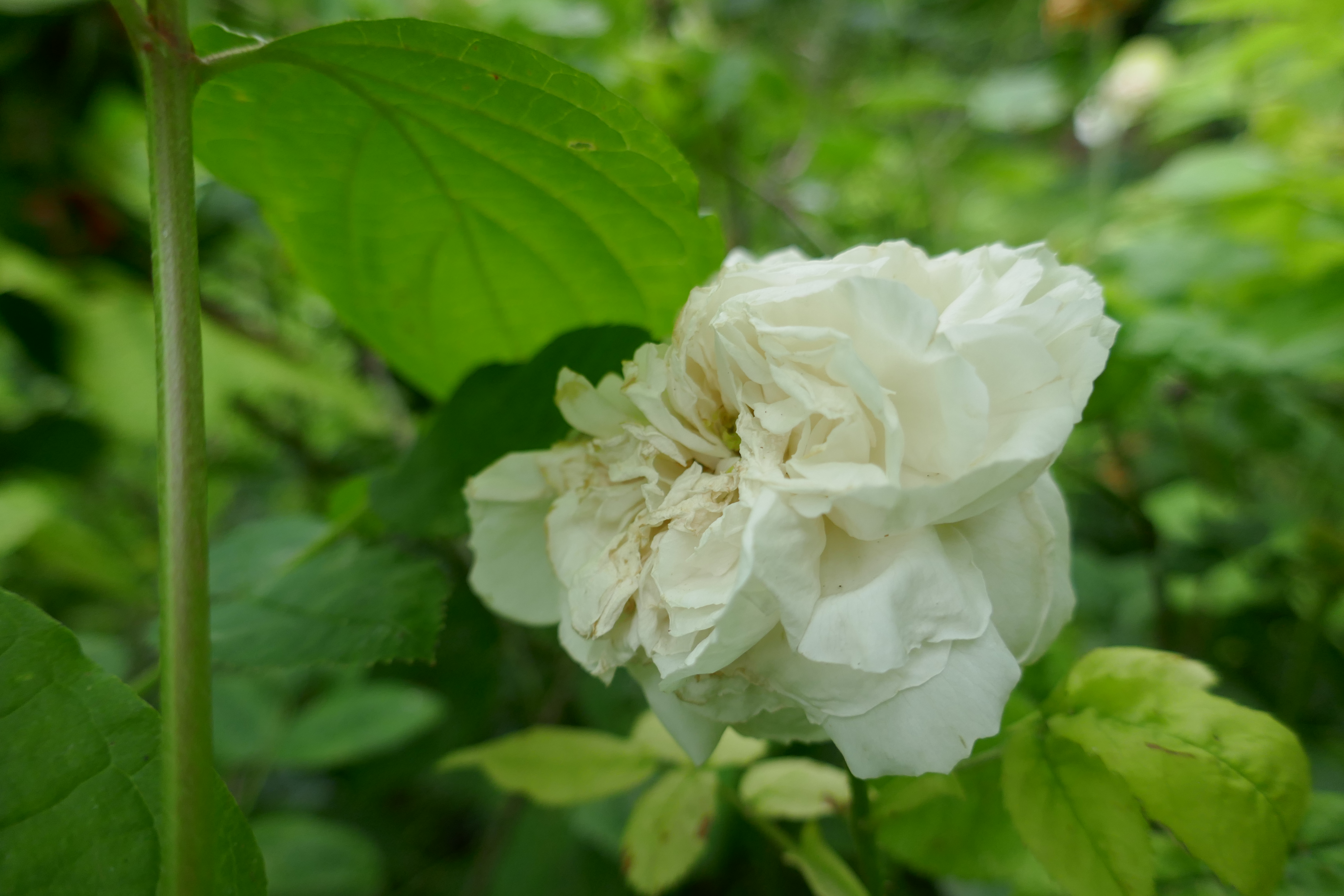
'Botzaris' (Robert, 1856)
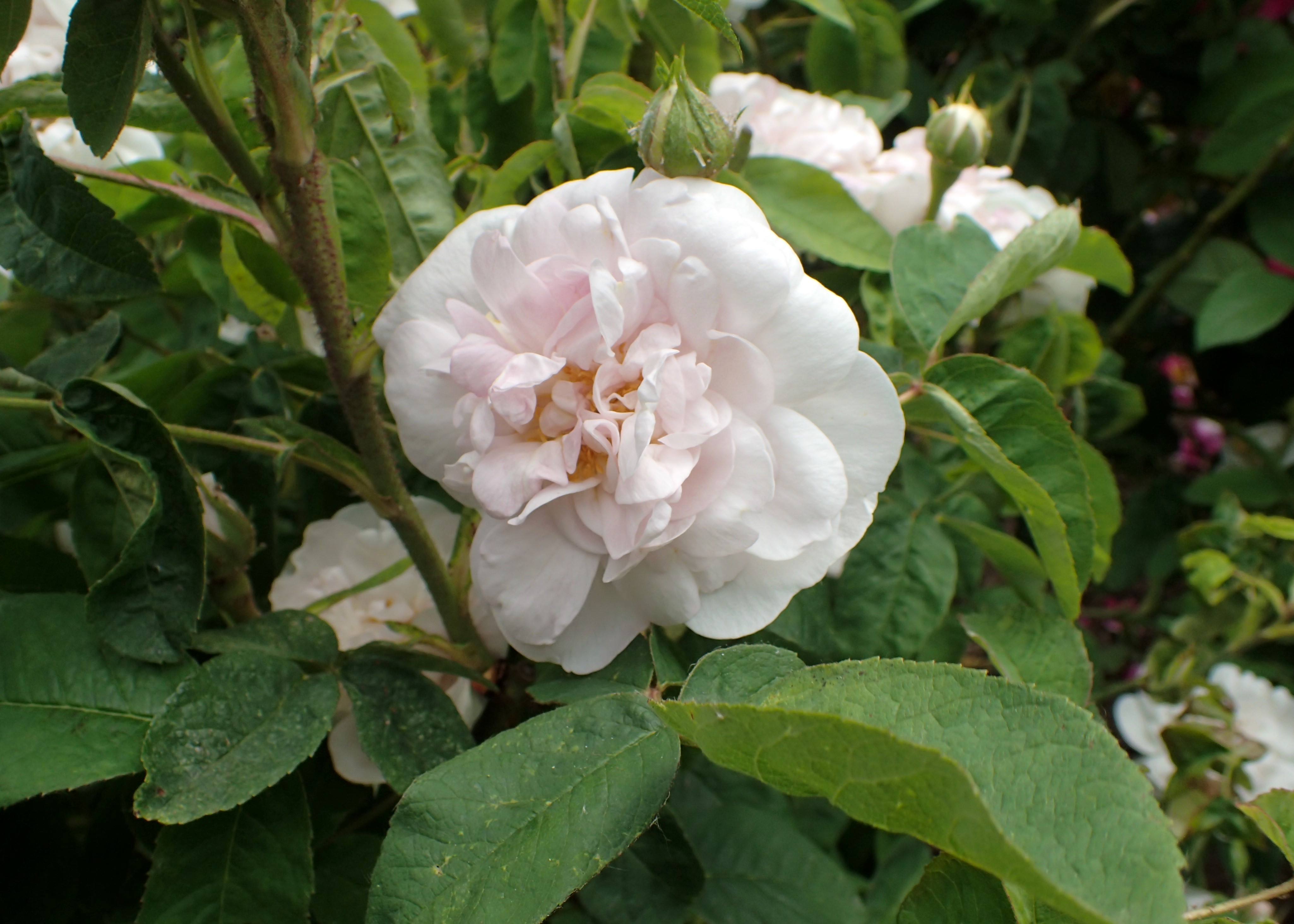
'Catherine Ghislaine' (onbekend, voor 1880)
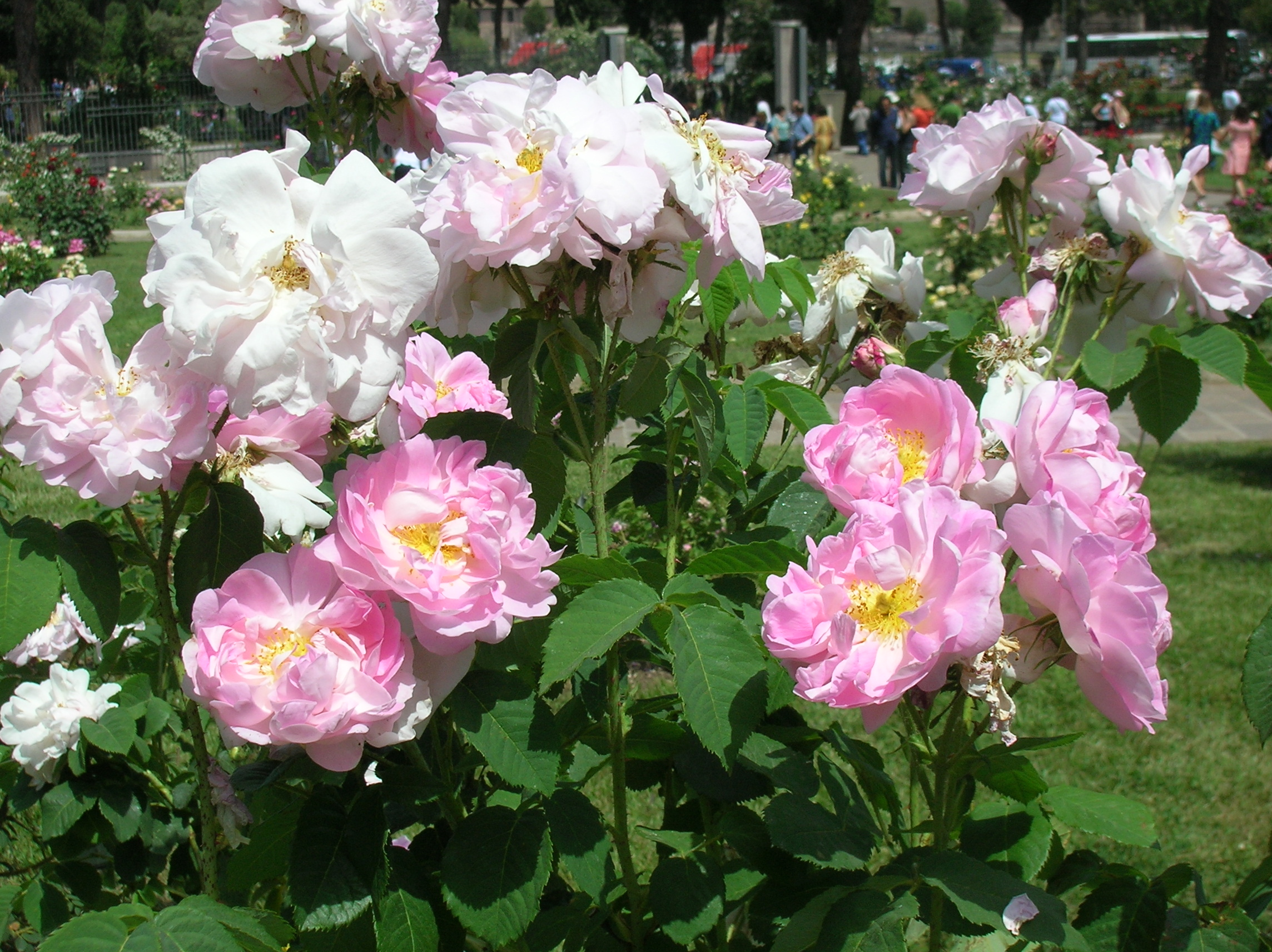
'Celsiana' (onbekend, voor 1750)
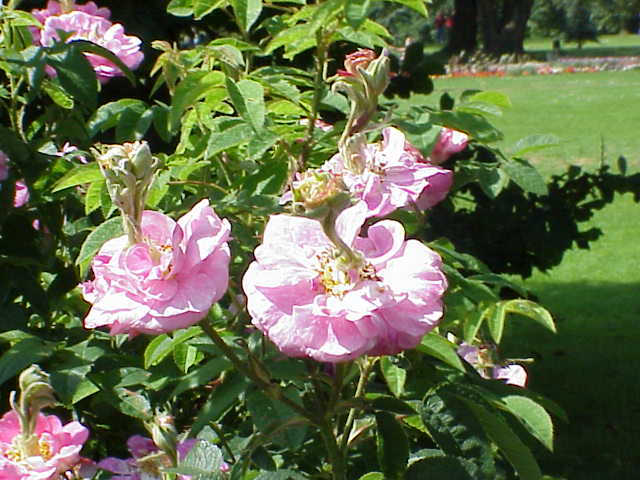
'Celsiana Prolifera' (François Cels, voor 1824)
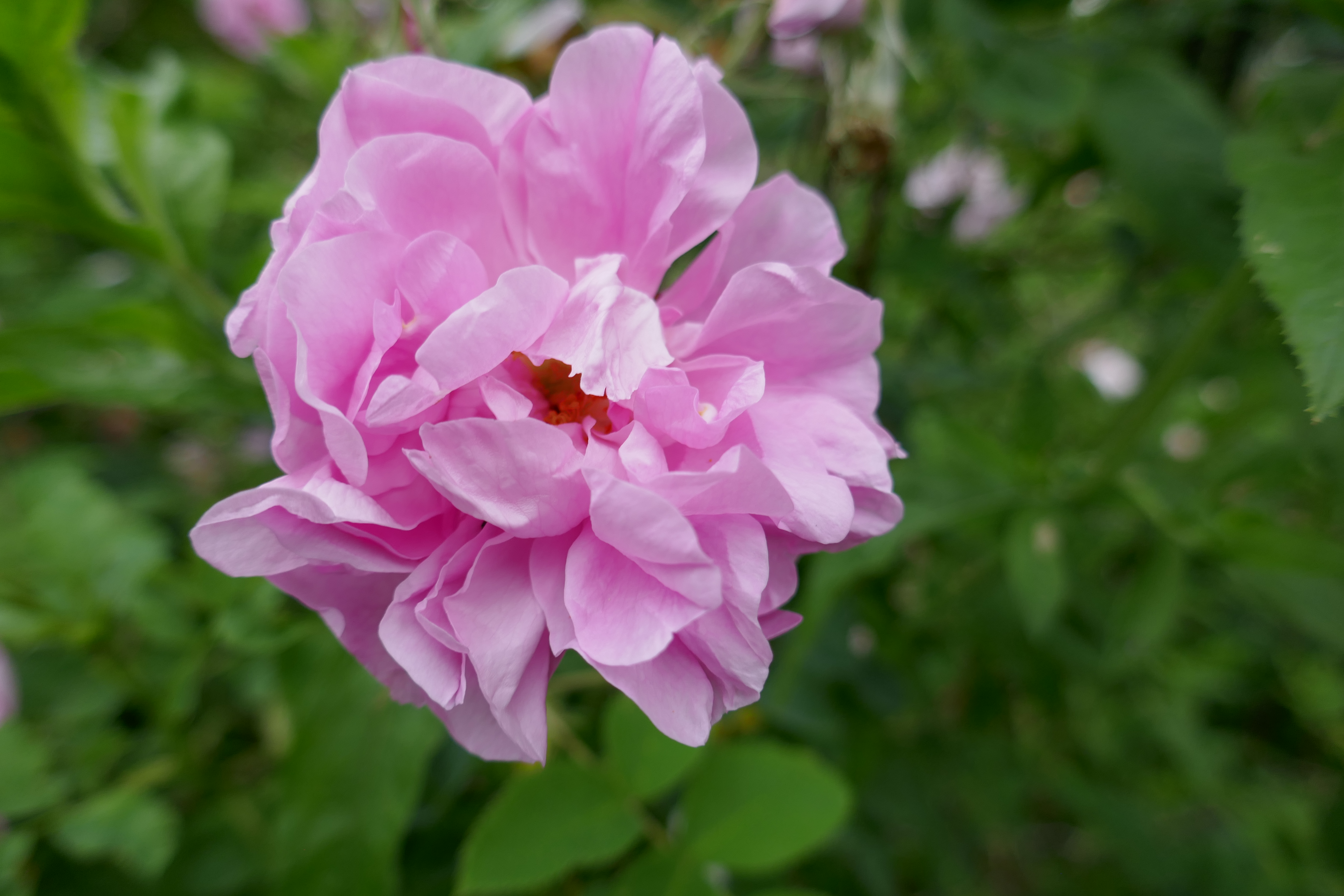
'Duc de Cambridge' (Laffay, voor 1840))
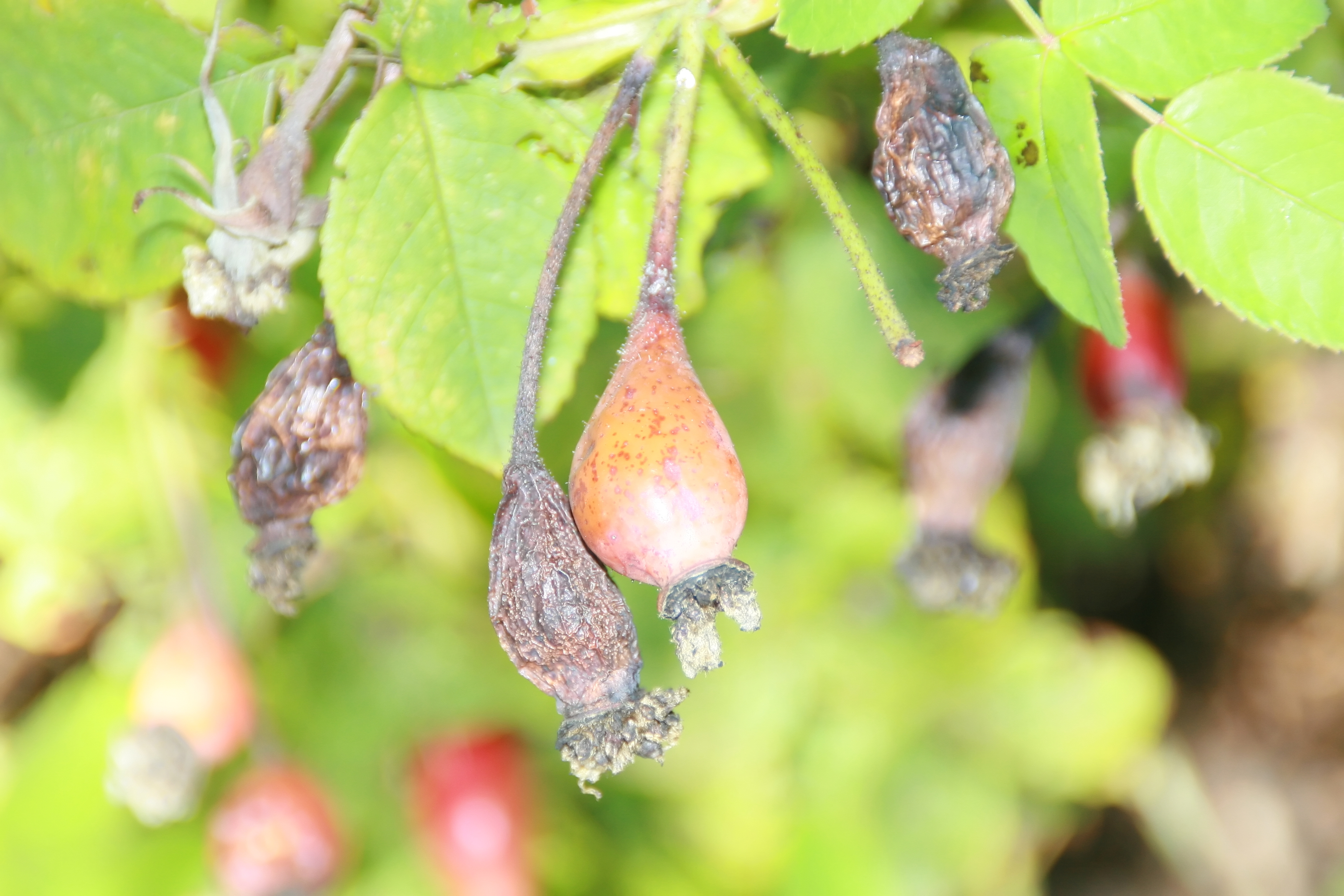
'Gloire de Guilan' (onbekend, voor 1949)
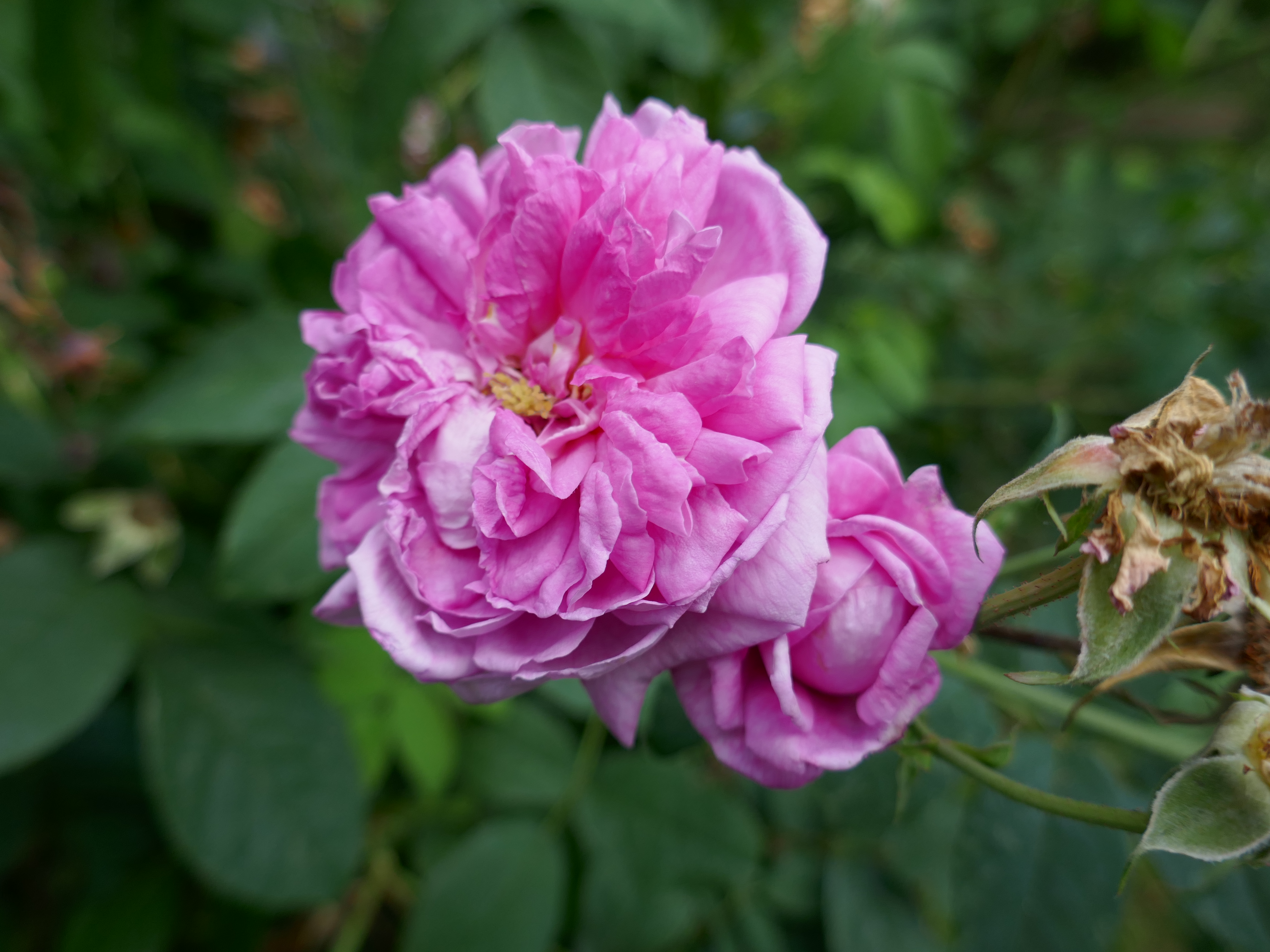
'Ispahan' (onbekend, voor 1827)
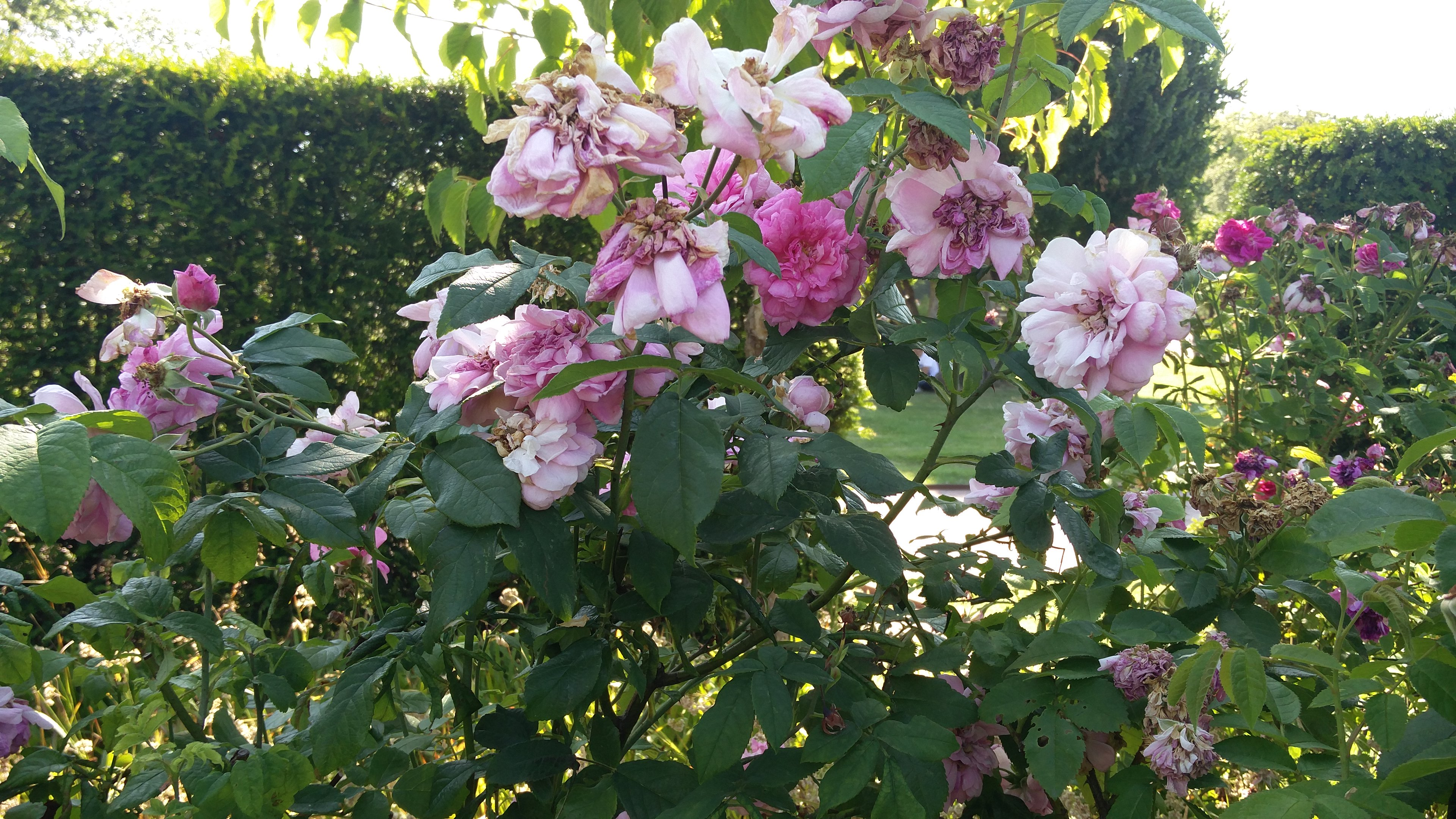
'La Ville de Bruxelles' (Vibert, voor 1837)
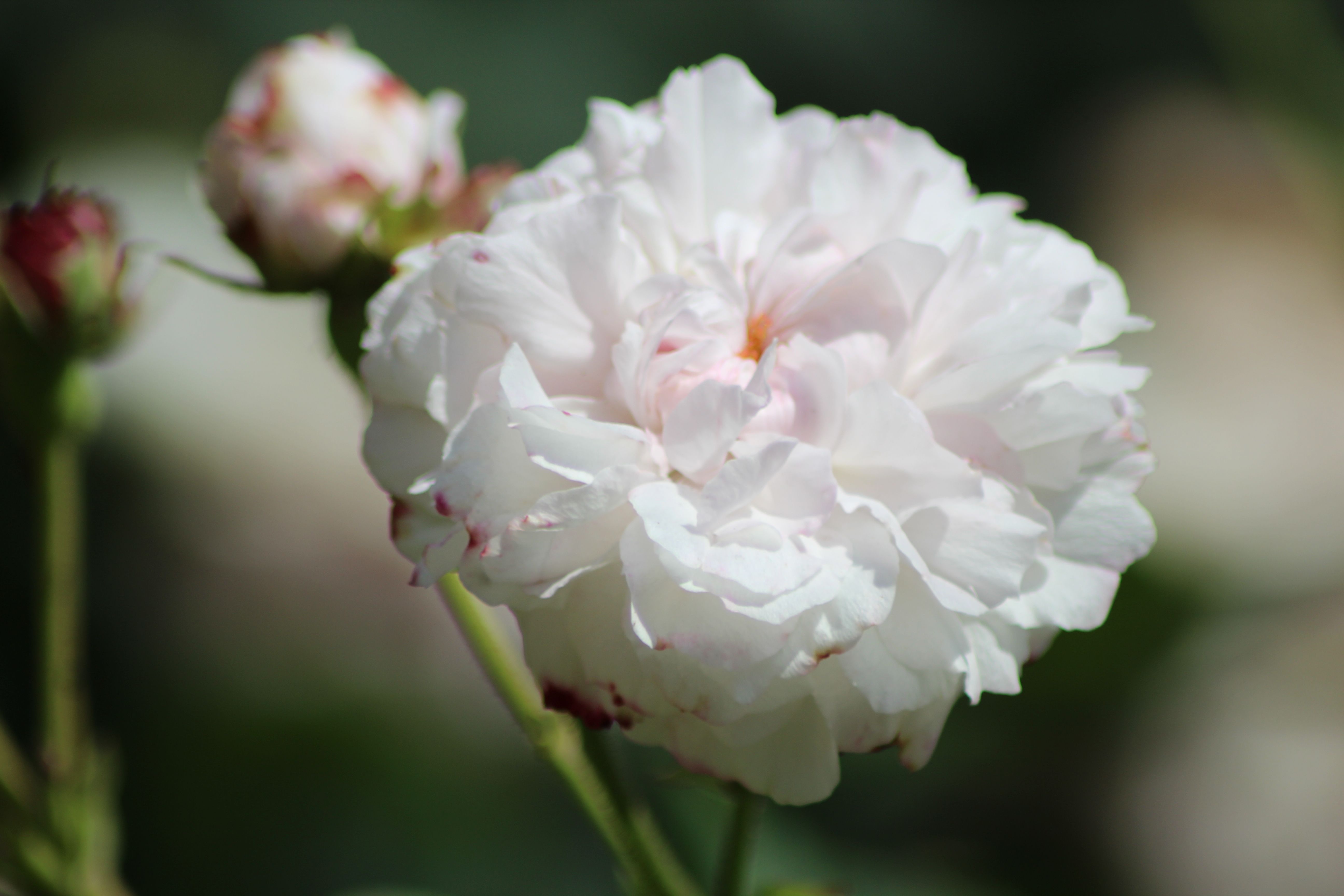
Léda' (Deschiens, 1826)
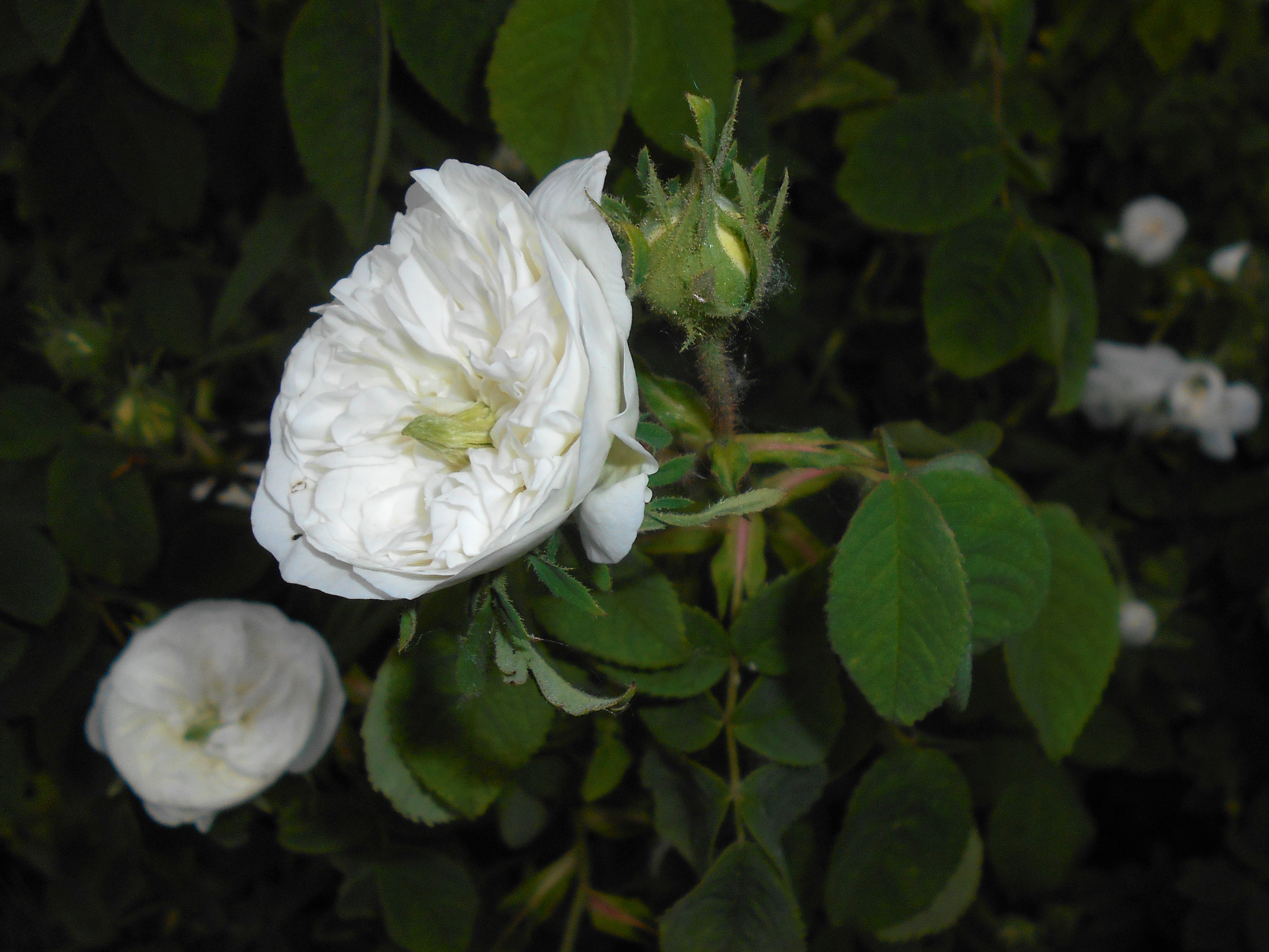
'Madame Hardy' (Hardy, 1831)
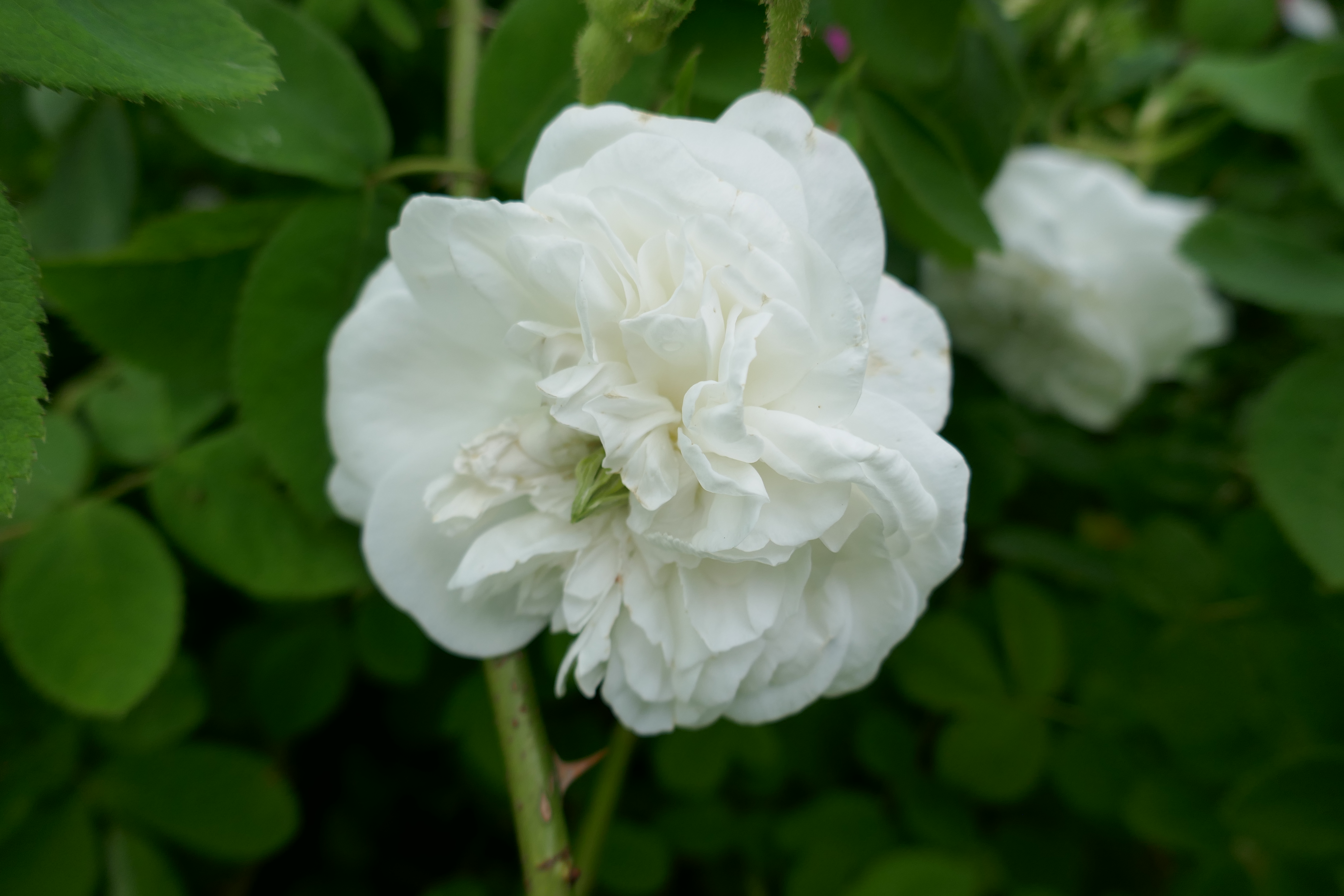
'Madame Zöetmans' (Soetemans, voor 1840)
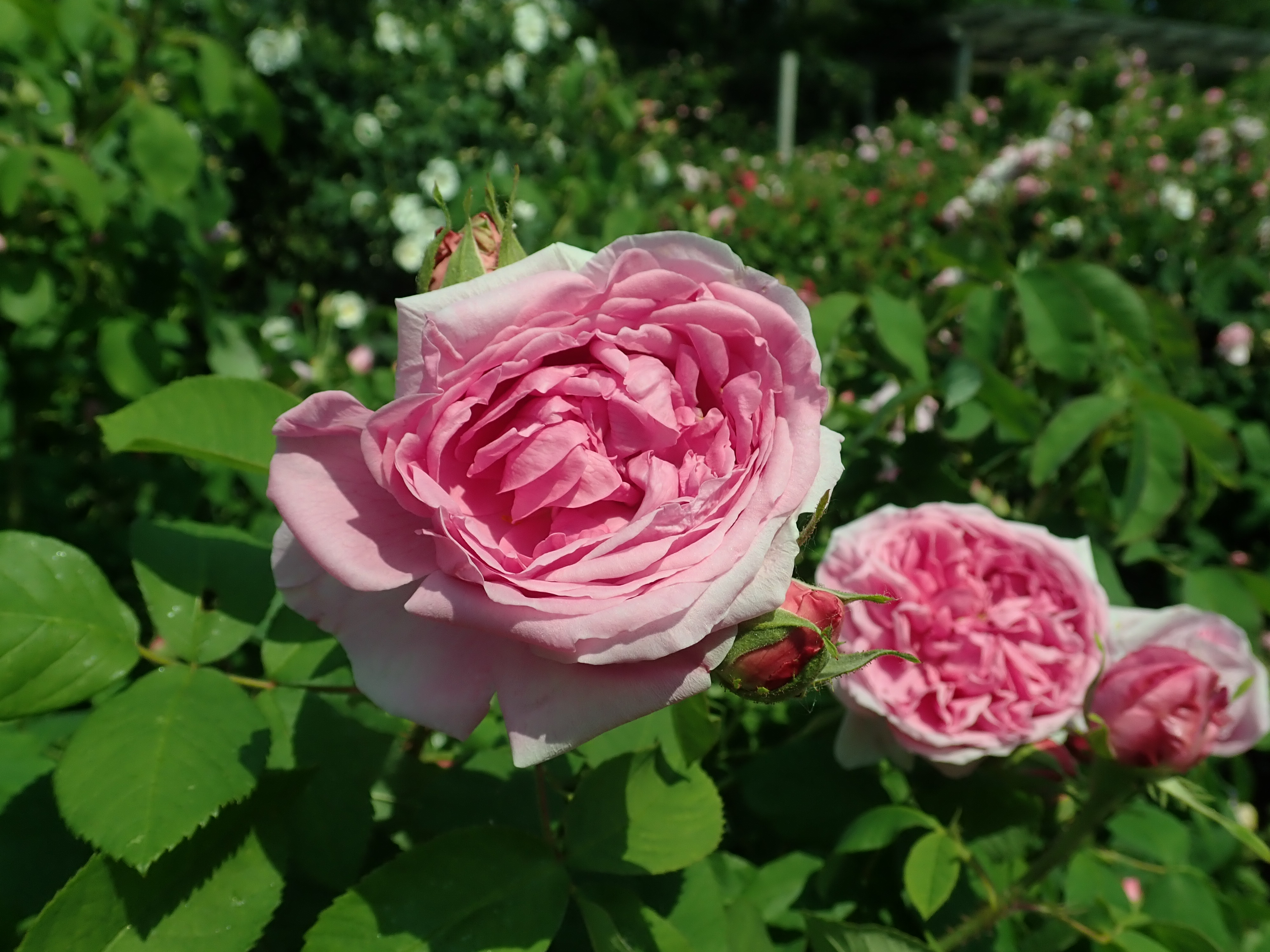
'Marie-Louise' (Malmaison, 1813)
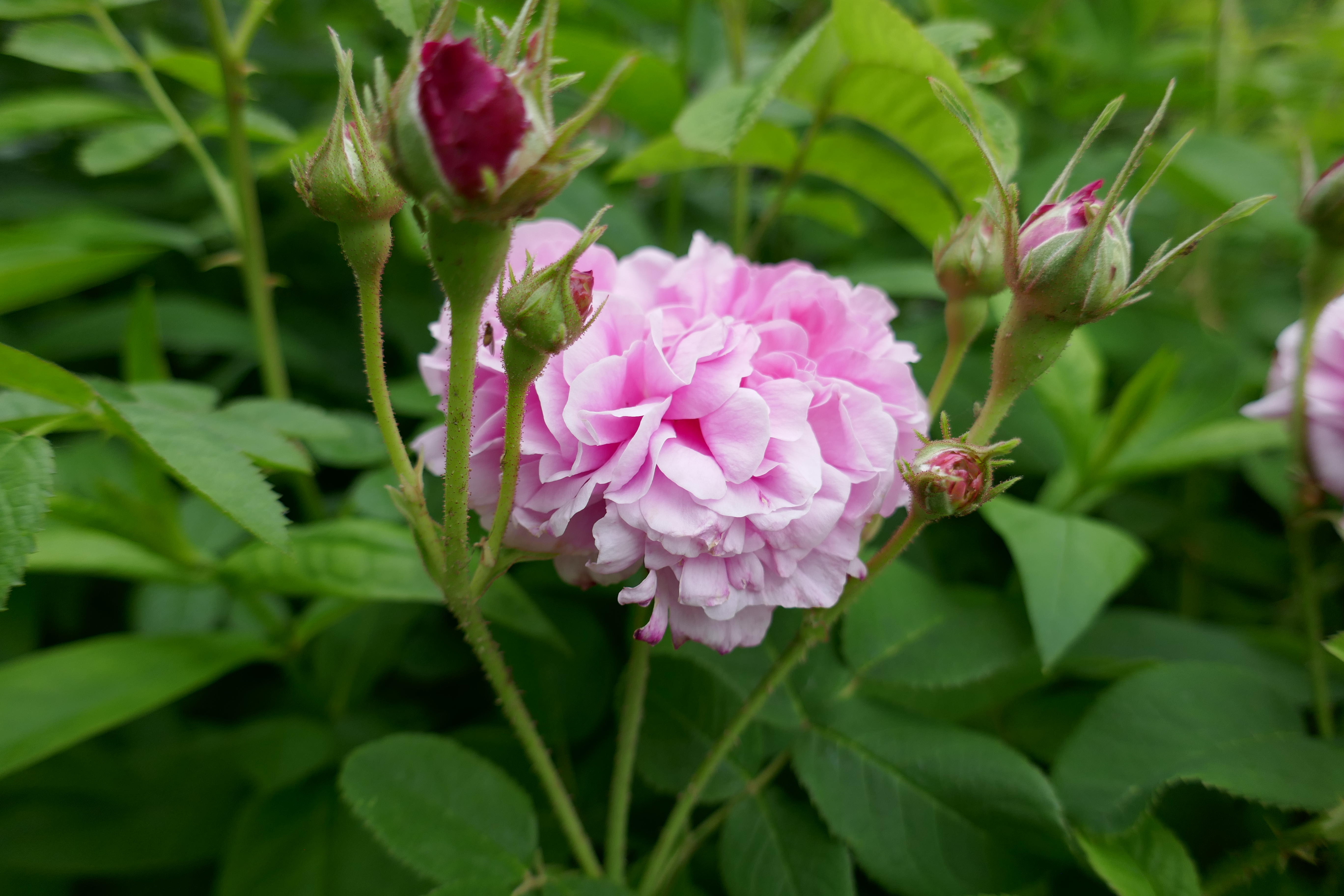
'Omar Khayyám' (Kew Garden, 1893)
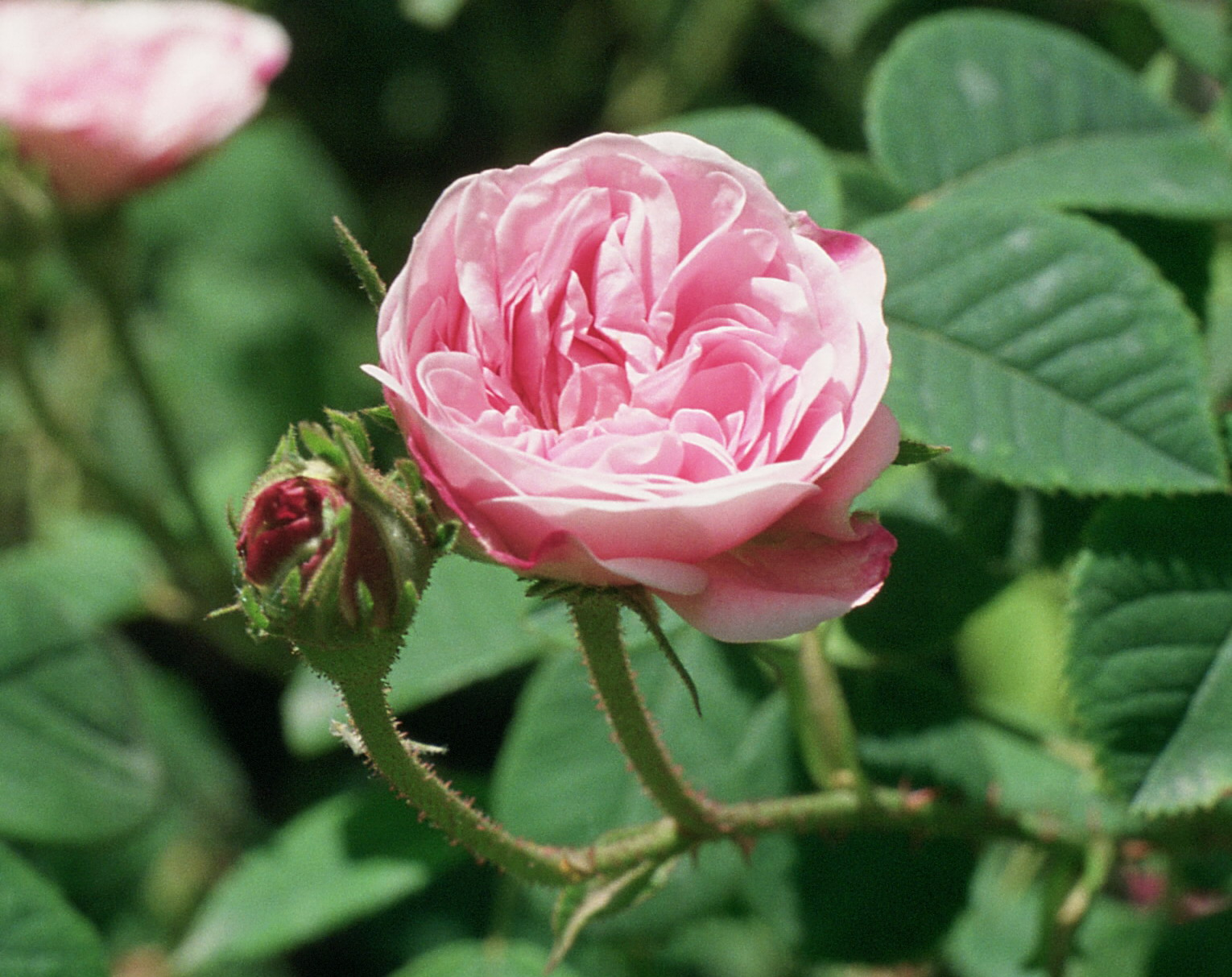
'Petite Lisette' (Vibert, 1817)
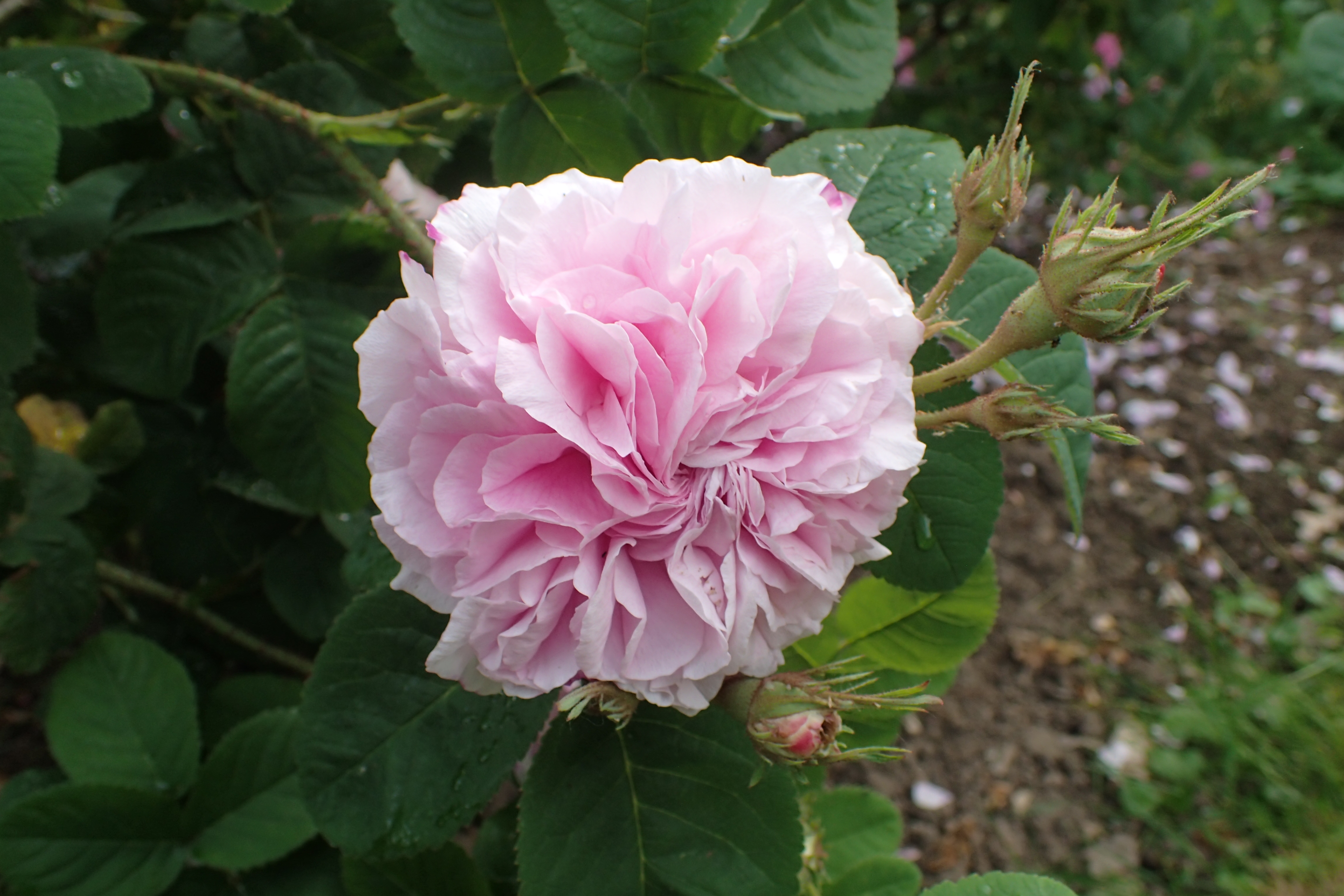
'Pink Léda' (onbekend, voor 1827)
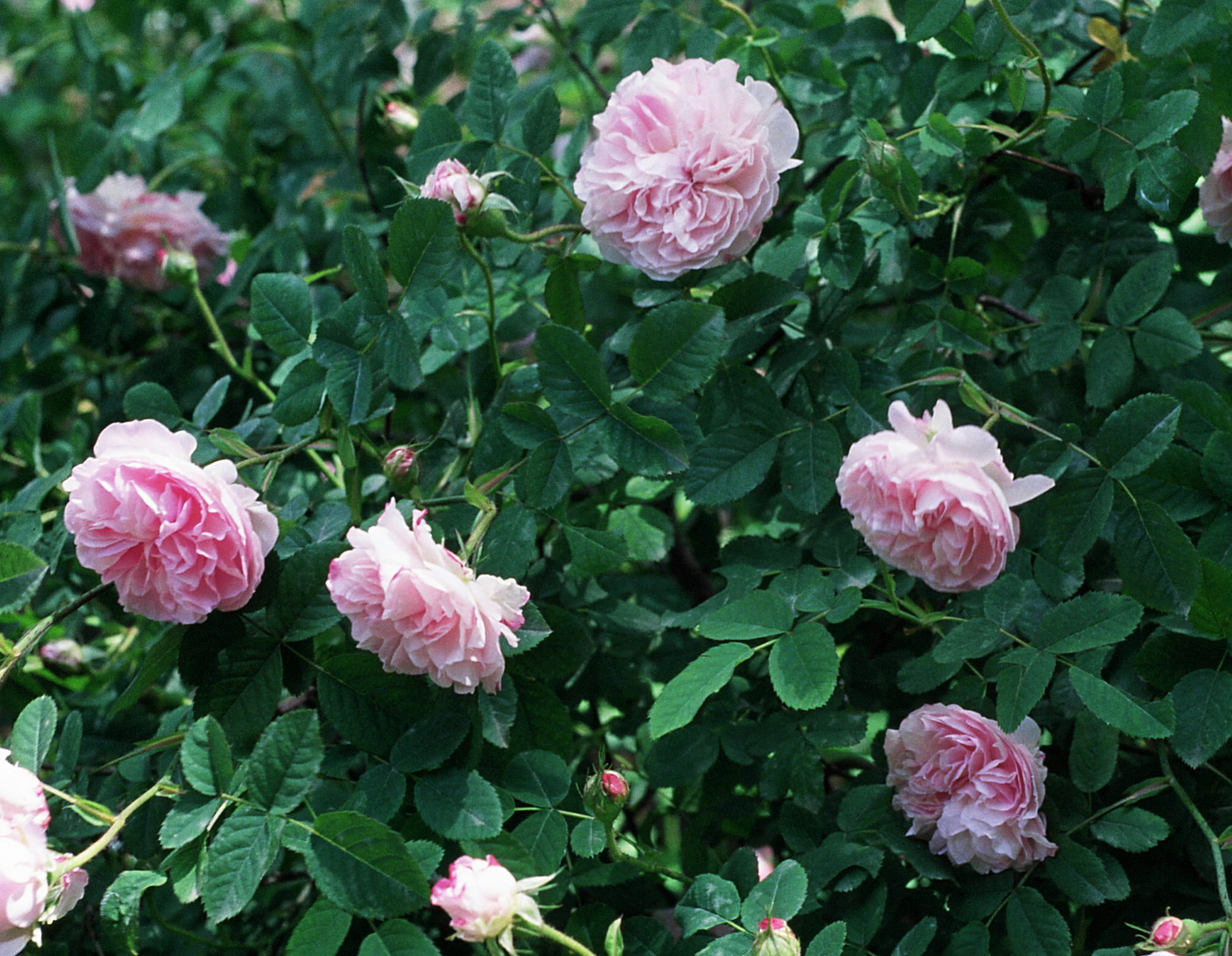
'Quatre Saisons' (onbekend, voor 1633)
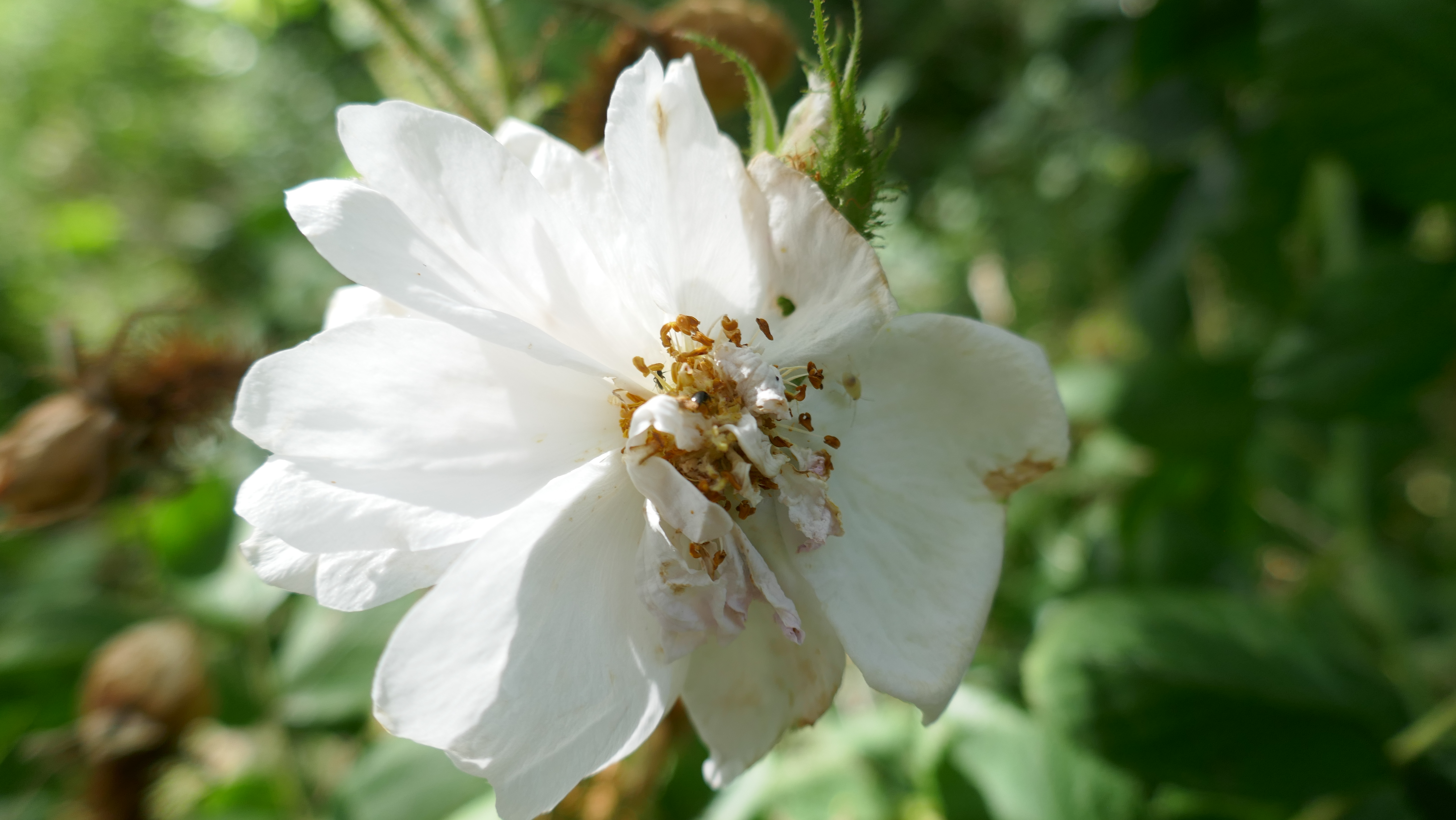
'Quatre Saisons Blanc Mousseux' (onbekend, voor 1830)
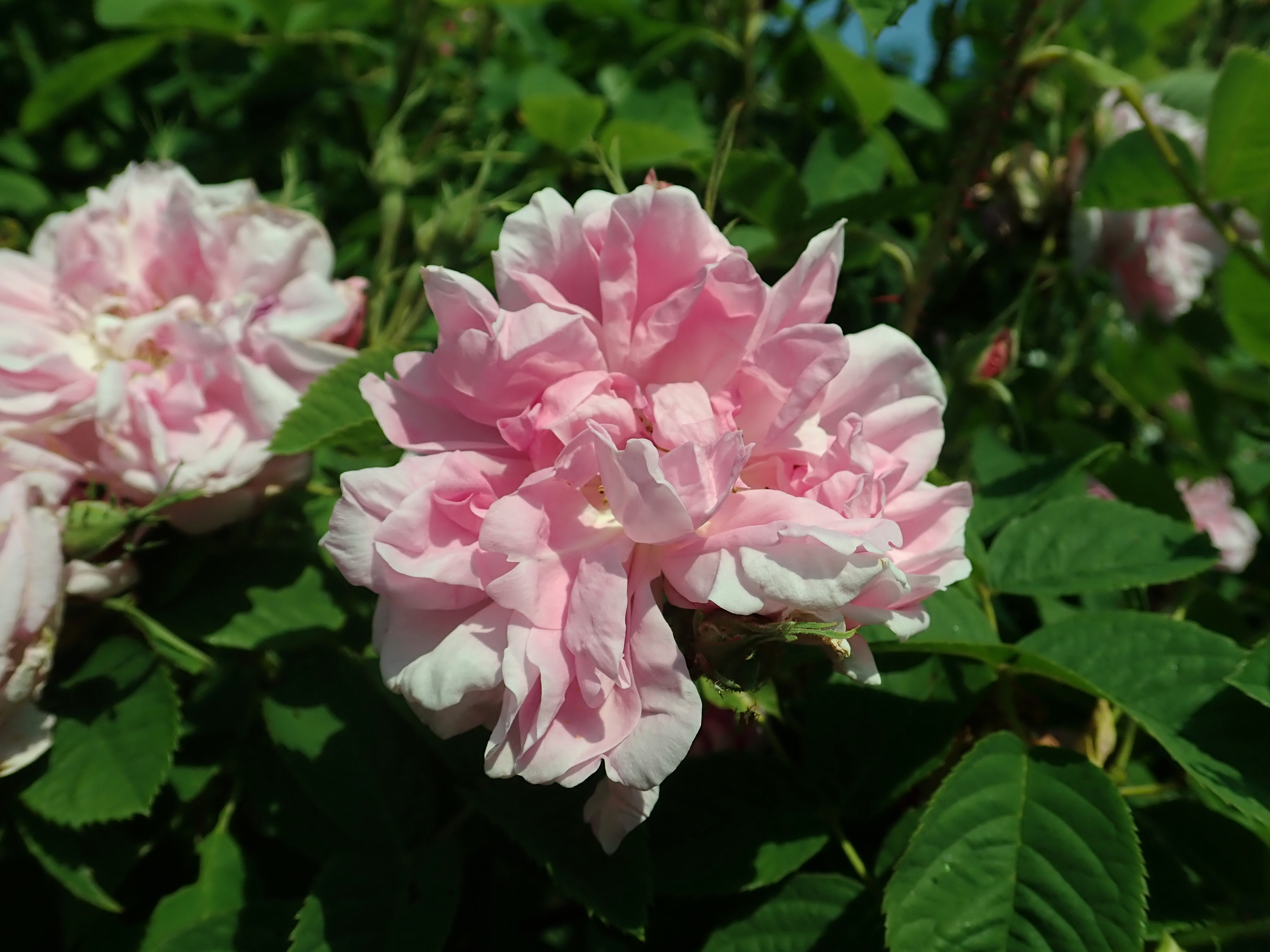
'Rosier de Damas' (onbekend, circa 1840)
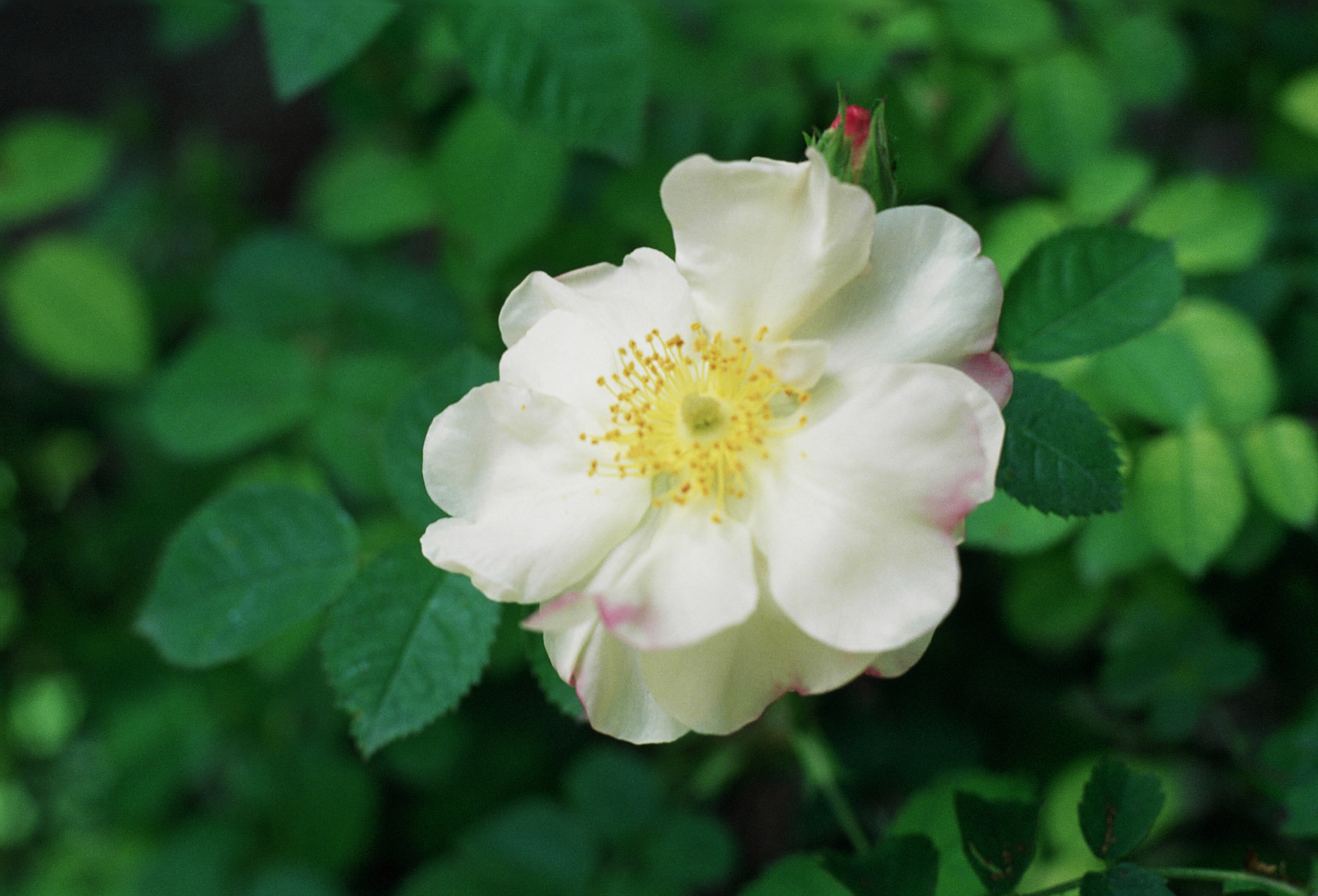
'Rubrotincta' (James Lee, voor 1829)
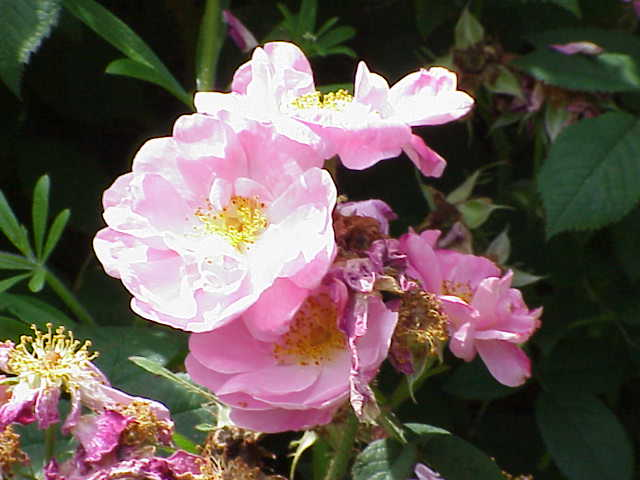
'St. Nicholas' (Robert James, 1950)
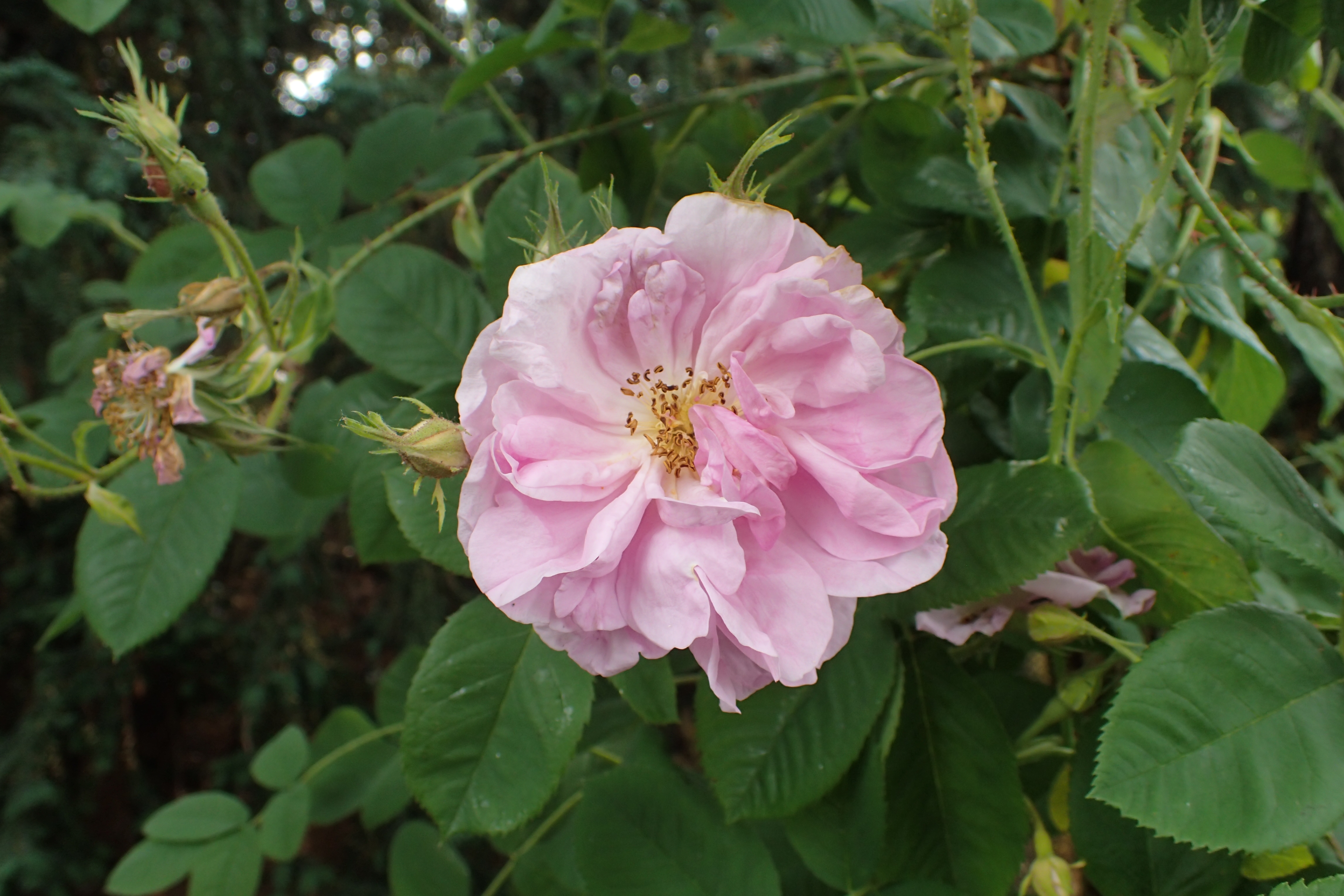
'Trigintipetala' (onbekend, voor 1612)
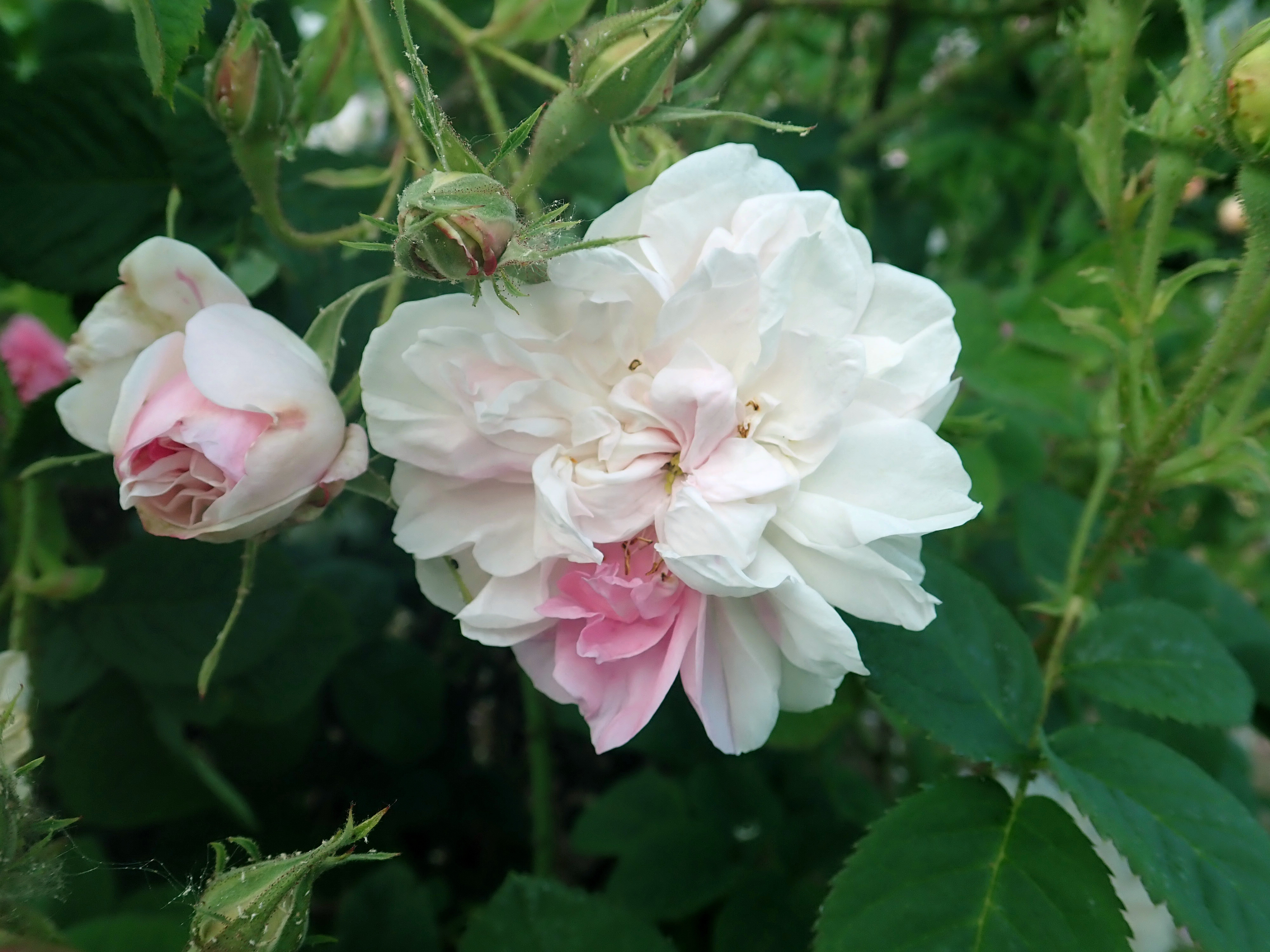
'York and Lancaster' (onbekend, voor 1551)

### Botanische tekeningen

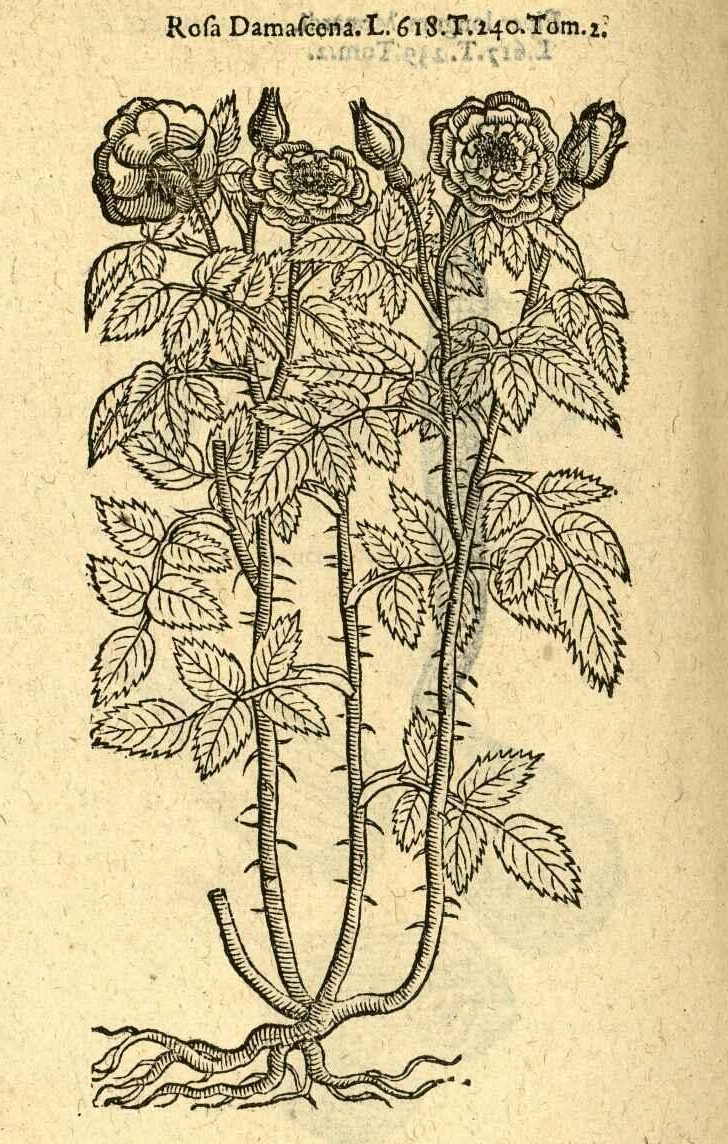
Rosa damascena door Matthias de l'Obel, 1591
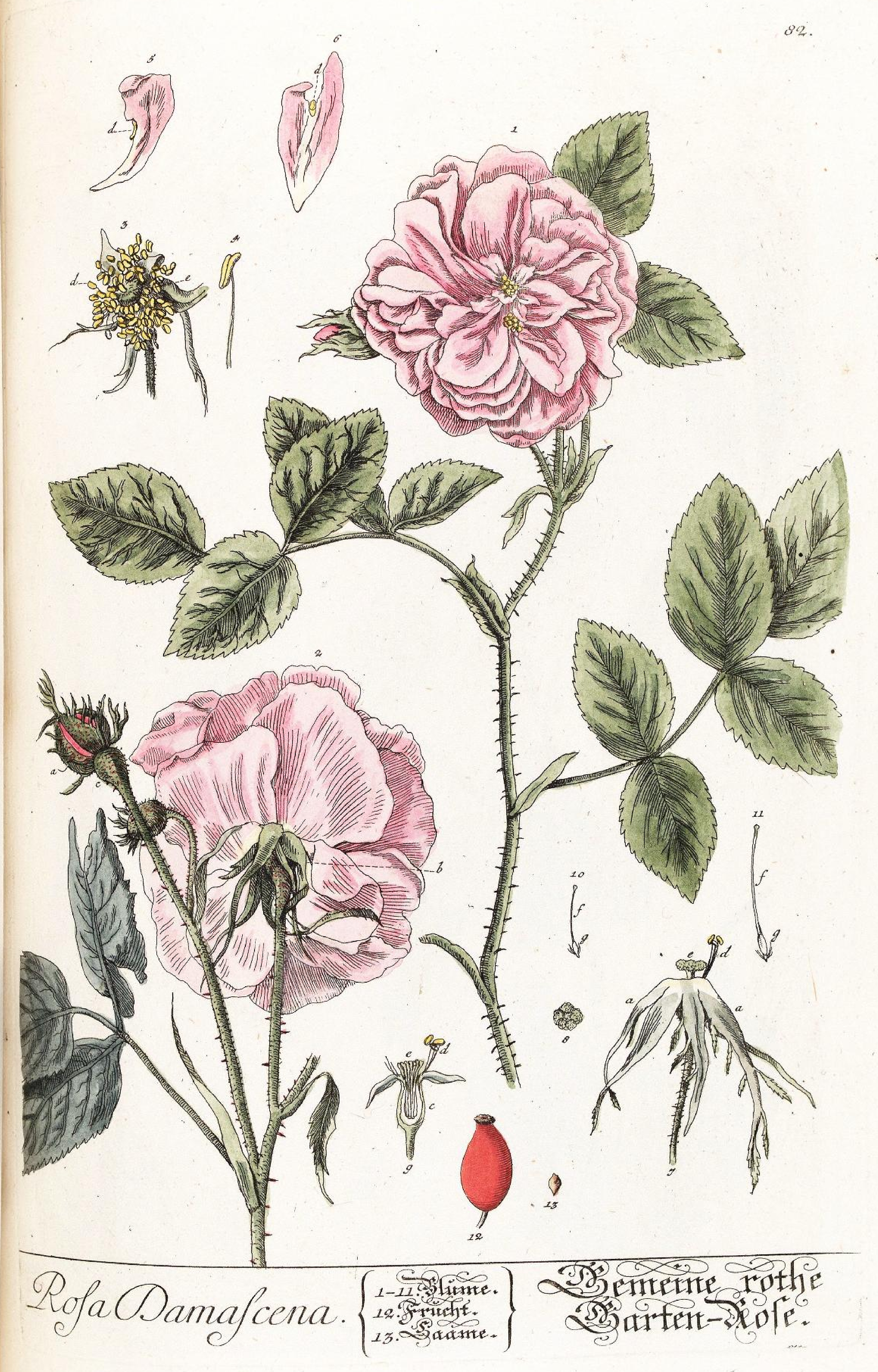
Rosa damascena door Elisabeth Blackwell, 1750
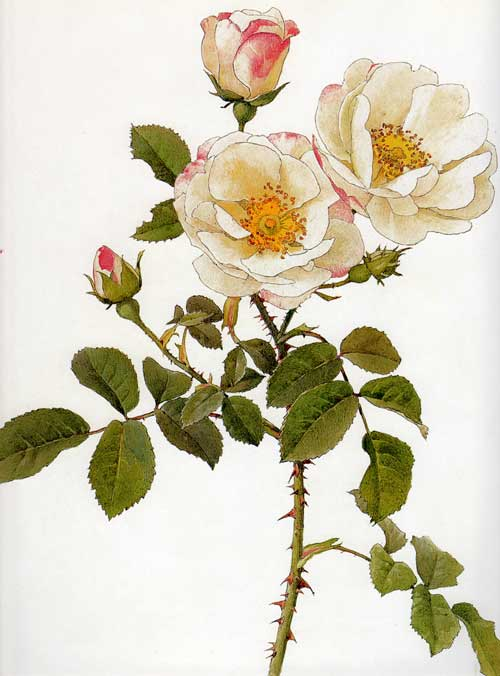
Rosa damascena rubrotincta door Alfred William Parsons, 1914